# Neleo de Escepsis
Neleo de Escepsis fue un filósofo griego peripatético que vivió en el siglo III a. C. Su padre fue Corisco, un platónico quien tuvo una amistad con Aristóteles. Fue discípulo de Teofrasto, quien le cedió su biblioteca del Liceo en la que se contenían las obras de Aristóteles, las cuales ocultó con tanto cuidado para que no desapareciesen que costó trabajo el encontrarlas después, lo que logró Andrónico de Rodas en tiempos de Sila.
La biblioteca adquirida por Neleo fue vendida por este, según unos a Ptolomeo II Filadelfo, y según otros a Apelicón, quien la adquirió de los herederos de Neleo. Según Ateneo de Náucratis, la vendió a la biblioteca de Alejandría. Según Estrabón, se la dio a Escépsis, y este a sus herederos.